# Иванов, Александр Михайлович (художник)
Александр Михайлович Иванов (1893—1980) — советский художник, график, прикладник.

## Биография
Будущий художник был подкидышем, которого усыновила семья крестьянина Полевского завода Михаила Егоровича Иванова.
В 1915 году окончил Екатеринбургскую художественно-промышленную школу (специальность — эмальер по металлу, серебру и золоту). Учёбу совмещал с работой художника в коммерческом клубе (1912—1914).
С 1915 по 1917 — учитель рисования городского училища и женской гимназии.
В 1917 году на студенческие работы Иванова обратила внимание компания «Фаберже» и предложила ему работать на эскизах по эмали, золоту и бриллиантам. В итоге художник был переведён в Петроград в главное отделение фирмы, но вскоре после прекращения её деятельности в связи с революционными событиями вернулся обратно по просьбе матери.
В 1918—1919 годах — преподаватель рисунка реального училища на Каслинском заводе.
В 1919 году эвакуировался с училищем в Новониколаевск (будущий Новосибирск), отказался переезжать дальше этого города.
В Новониколаевске сначала работал преподавателем в реальном училище, после чего основал при отделении народного образования и Губвоенкомате художественную студию на 100 человек, попытавшись возвести ее в статус художественного техникума; однако работе учреждения мешали проблемы с бюджетом, и учебное заведение закрылось, что негативно отразилось на здоровье художника.
После закрытия студии Иванов в течение года трудился художником и литографом газеты «Большевик», а с 1923 по 1927 — карикатуристом в «Советской Сибири». Художник участвовал в организации филиала АХРР, который появился в городе в 1925–1926 годах.
С 1927 года в Сибдеткомиссии началось создание мастерских, одну из них — мастерскую по росписи игрушки — основал Иванов и преподавал в ней на протяжении года. Игрушечные изделия были популярны и продавались в Сибири повсеместно.
В 1928—1932 годах работал учителем рисования в новосибирских школах (последний год преподавал в Кемерове).
В 1932 году возвращается в Новосибирск и снова начинает работать художником-карикатуристом в газете «Советская Сибирь», а с 1934 года — художником в Товариществе «Художник» и консультантом в Доме народного творчества. В этот период занимался росписью фриза над порталом сцены, а также потолка в Доме Науки и Культуры.
Во время Великой Отечественной войны участвовал в создании Окон ТАСС, для оформления которых в 1942 году был направлен в Юргинские лагеря. Также в этом году организовал при Горпромторге цех деревянной игрушки, где работали жены военнослужащих Красной Армии; занимал должность руководителя и инструктора вплоть до 1947 года.
В послевоенные годы был работником Товарищества «Художник», а также преподавателем в швейном техникуме и городских студиях.
В 1950 году был одновременно художником и преподавателем в Доме моделей.
Умер в конце 1980 года в Новосибирске.
Работы Иванова хранятся в художественном и краеведческом музеях города.